# COVID-19 в Иордании
В статье описываются последствия пандемии коронавирусной инфекции COVID-19 в Иордании в 2019 и 2020 годах, а также меры, предпринятые для борьбы с ней. COVID-19 представляет собой опасную потенциально тяжёлую острую респираторную инфекцию, вызываемую вирусом SARS-CoV-2, выявленным в конце 2019 года. В январе 2020 года Всемирная организация здравоохранения объявила о вспышке эпидемии COVID-19, а в марте 2020 года признала её пандемией, охарактеризовав этим мировое распространение болезни.
По состоянию на 30 марта 2020 года в Иордании зафиксировано 246 случаев заражения COVID-19. 18 пациентов вылечены. 1 пациент погиб.

## Хронология

### Первая неделя
2 марта премьер-министр Иордании сообщил о первом случае заболевания вирусом SARS-CoV-2 в Иордании, произошедшем в Аммане. Иорданец вернулся из Италии за две недели до того, как были введены карантинные процедуры для иорданцев, возвращающихся из этого государства. Впоследствии было сообщено о его выздоровлении.

### Вторая неделя
На второй неделе не было зарегистрировано ни одного случая инфицирования COVID-19. После выздоровления первого пострадавшего, в Иордании на протяжении некоторого времени не было подтверждённых новых случаев.

### Третья неделя
14 марта премьер-министр Иордании Омар Раззаз объявил, что все входящие и исходящие рейсы в страну, за исключением грузоперевозок и рейсов, перевозящих сотрудников дипломатических представительств и международных организаций при условии соблюдения инструкций Минздрава, будут прекращены 17 марта. Университеты и школы будут закрыты в течение 2 недель, а также будут закрыт все туристические объекты, спортивные мероприятия и кинотеатры. Правительство Иордании закрыло на неделю туристические места в целях проведения их санитарной обработки в целях избежания распространения болезни. Власти на время запретили проводить коллективные молитвенные службы во всех мечетях и церквях королевства, а также любые мероприятия со скоплением людей.
15 марта директор компании Aqaba Airports Company (AAC) Насер Маджали заявил, что устройства теплового обнаружения для проверки пассажиров в Аэропорту имени короля Хусейна полностью функционируют. Он отметил, что все медицинские бригады, специализирующиеся на антикоронавирусных процедурах, полностью работают в аэропорту. Директор Управления здравоохранения Акабы д-р Ибрагим Муайя объявил, что в настоящее время в мухафазе Акаба нет случаев заражения COVID-19, добавив, что местные медицинские бригады дежурят на контрольно-пропускных пунктах города и аэропорту для выявления инфицированных.
15 марта было сообщено ещё о шести случаях заболевания COVID-19. Четверо заражённых оказались французскими туристами, двое — гражданами Иордании, из которых один приехал из Великобритании, а другой заразился от американской туристики, покинувшей королевство.
16 марта Министерство здравоохранения Иордании сообщило ещё о 4 случаях заражения. В этот же день Иордания ввела обязательный четырнадцатидневный карантин для всех своих подданных, а также граждан других государств, прибывающих на территорию государства. Специально для этого правительством было подготовлено несколько гостиничных комплексов в Аммане и на берегу Мёртвого моря. Помимо этого, было запрещено присутствие встречающих, в том числе родственников прибывшего, в пограничных пунктах, аэропортах и морских портах.
К 18 марта количество инфицированных в стране достигло 56.

## Предпринятые меры
24 февраля 2020 года Иордания временно запретила въезд граждан из Китая, Республики Кореи и Ирана. Королевство начало проводить проверку всех лиц, въезжающих в иорданские пограничные пункты и аэропорты, с обязательным обследованием грудной клетки и горла, а также проверкой температуры. Иорданцы, которые получат положительный результат теста, будут помещены в карантин на 2 недели. Иордания в дальнейшем закрыла свои границы с Египтом, Ираком, Сирией и оккупированными палестинскими территориями и Израилем.